# Patria Costantinopolitana
La Patria Costantinopolitana (in greco Πάτρια Κωνσταντινουπόλεως?), conosciuta anche con il nome latino di Scriptores originum Constantinopolitarum ("scrittori delle origini di Costantinopoli"), è una collezione di opere storiche bizantine sulla storia e monumenti della capitale imperiale bizantina di Costantinopoli (moderna Istanbul, Turchia).
Anche se in passato attribuita allo scrittore del XIV secolo Giorgio Codino, la raccolta risale a secoli precedenti, essendo probabilmente stata prima compilata circa nel 995 durante il regno di Basilio II (r. 976-1025) e poi rivista e ampliata durante il regno di Alessio I Comneno (r. 1081-1118).
La collezione contiene:
- Una parte della patria del VI secolo, dello scrittore pagano Esichio di Mileto, sulla storia di Bisanzio dalla sua fondazione al tempo in cui venne rifondata da Costantino I come Costantinopoli.[5]
- La Parastaseis syntomoi chronikai, che si concentra principalmente sulle sculture antiche della città.
- Un altro set di patria risalente a ca. il 995.[2]
- Una Storia sulla costruzione della basilica di Santa Sofia di un anonimo, scritta tra la fine del 6 ° e quella del tardo X secolo, ma più probabilmente in un certo momento del IX secolo.[2]
- Uno studio topografico dedicato ad Alessio I.[2]

Da un punto di vista archeologico, la Patria è un testimone prezioso sulla storia delle origini di Bisanzio e di vari monumenti di Costantinopoli. Tuttavia, essa deve essere esaminata con cura, dal momento che spesso mescola fatti con finzione e leggende metropolitane. Da un punto di vista politico, la Patria è interessante per la sua interpretazione degli imperatori, che sono relativamente assenti dal racconto della città imperiale, e sono in gran parte confinati in un ruolo di "indicatori cronologici".